# Llista de peixos de Liechtenstein

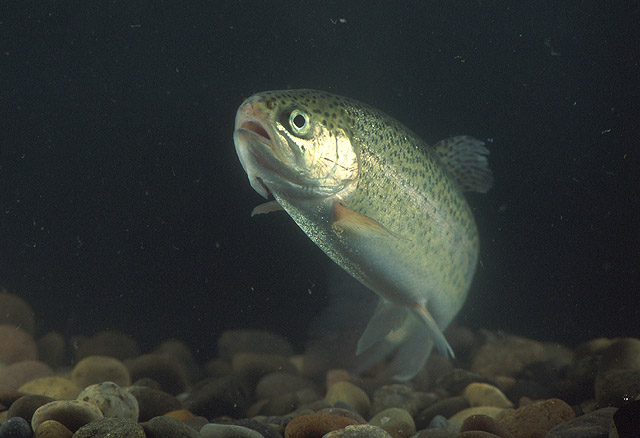
Truita arc de Sant Martí (Oncorhynchus mykiss)

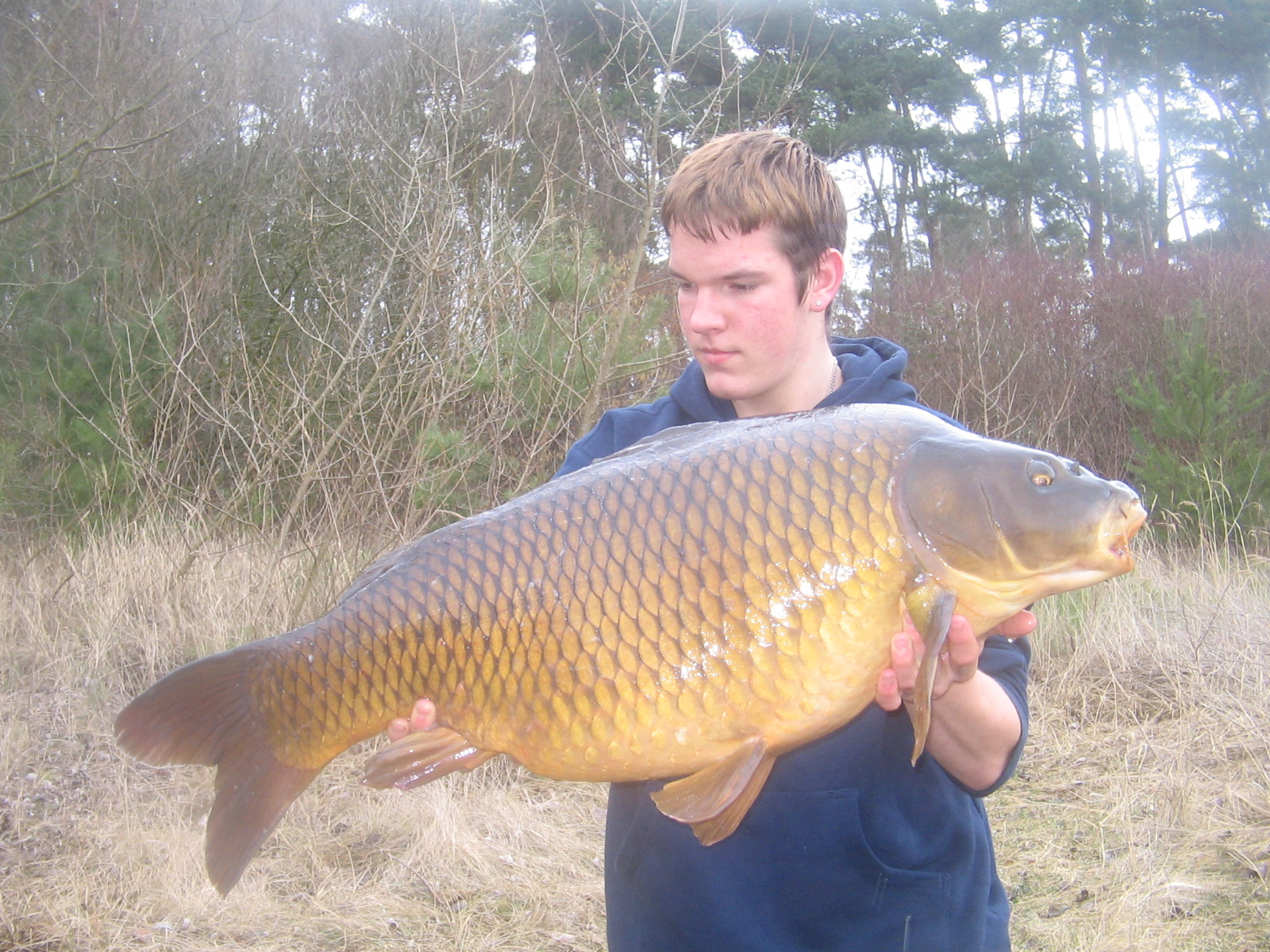
Cyprinus carpio carpio

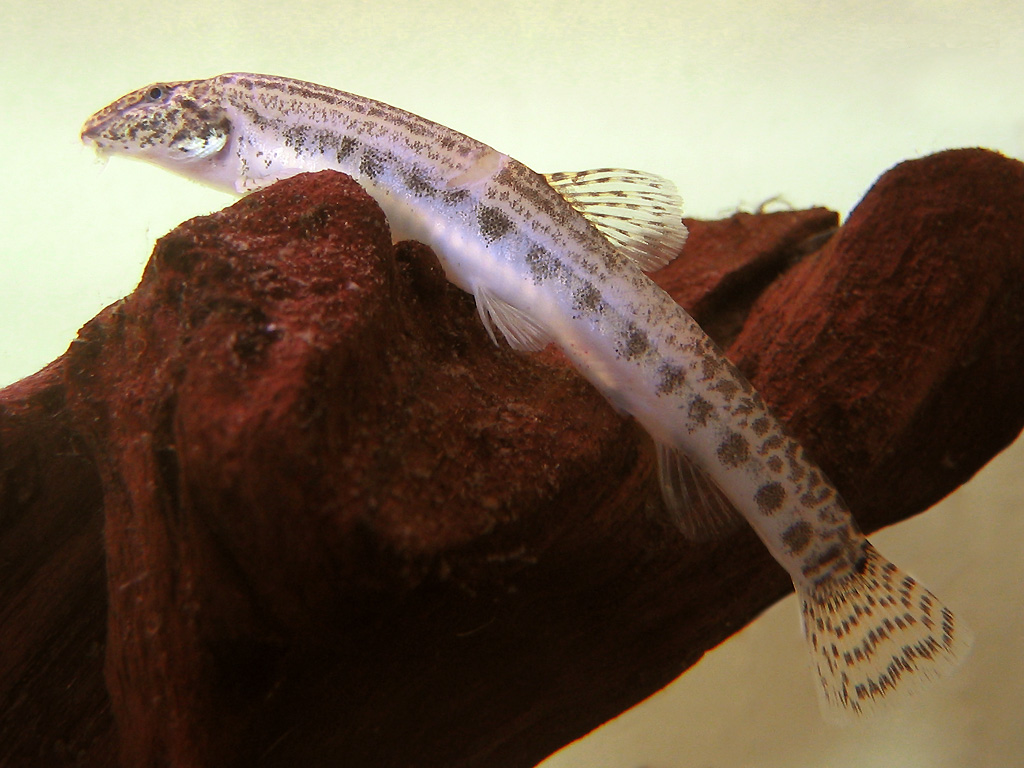
Gatet (Cobitis taenia)

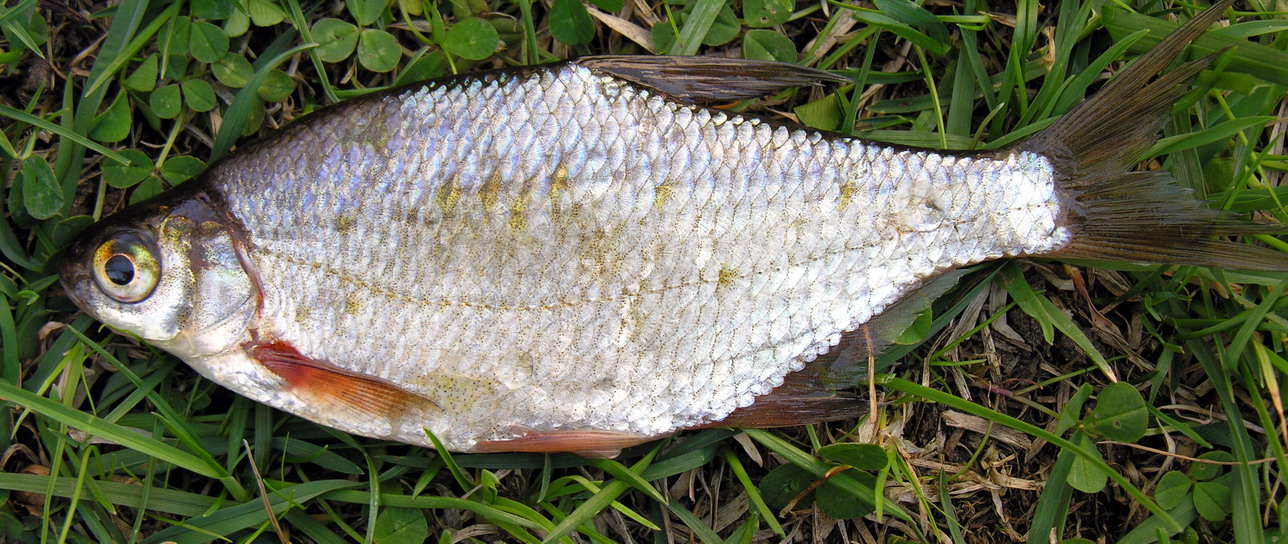
Blicca bjoerkna

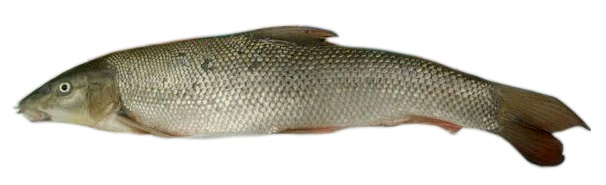
Barbus barbus

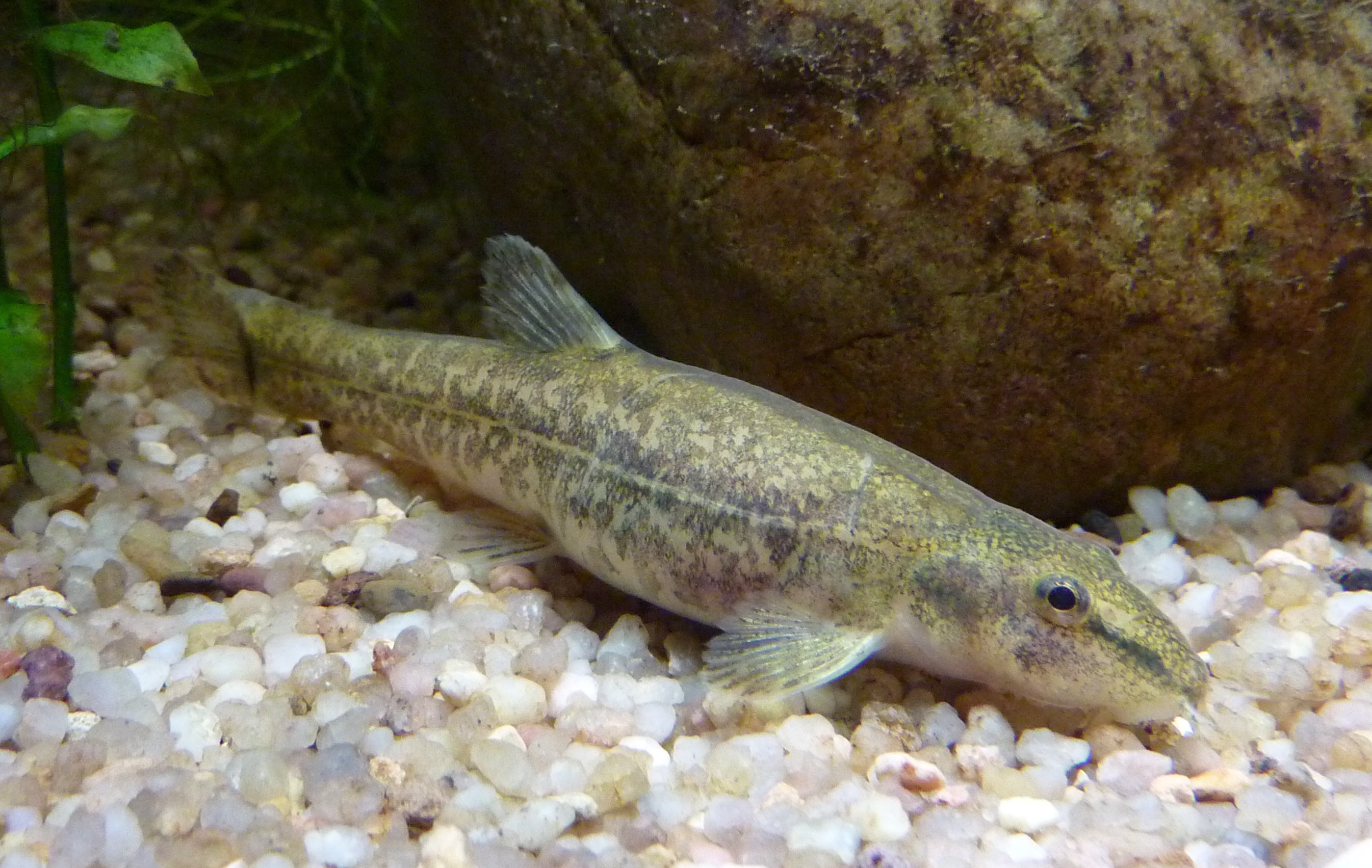
Barbatula barbatula

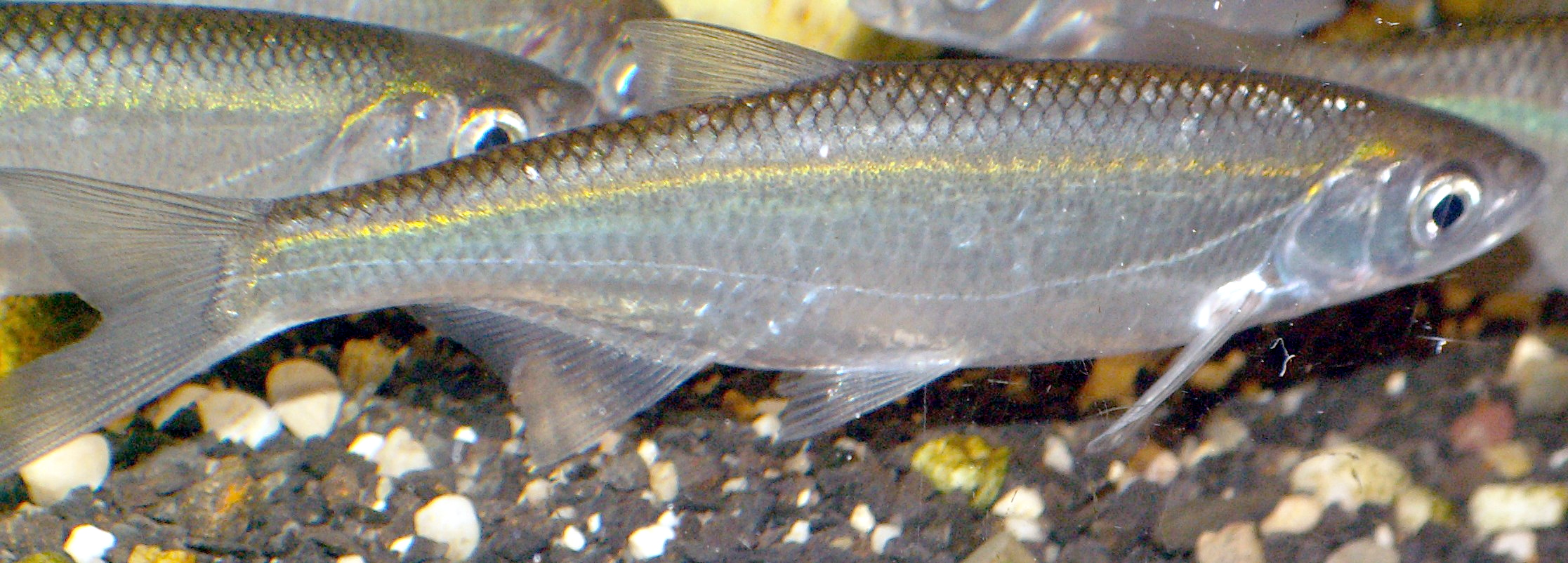
Alburnus alburnus

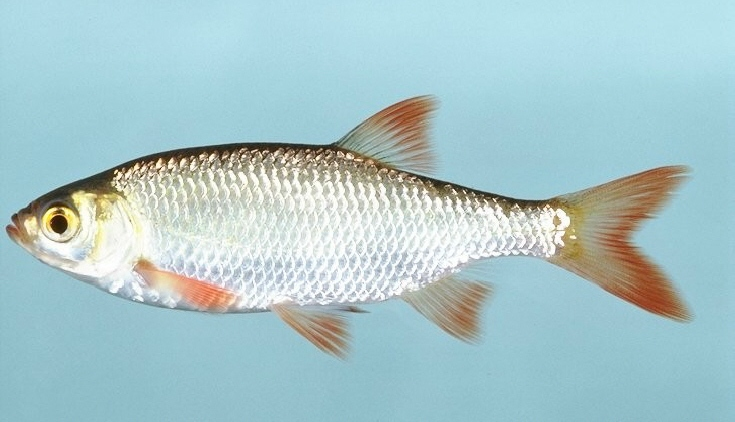
Gardí (Scardinius erythrophthalmus)

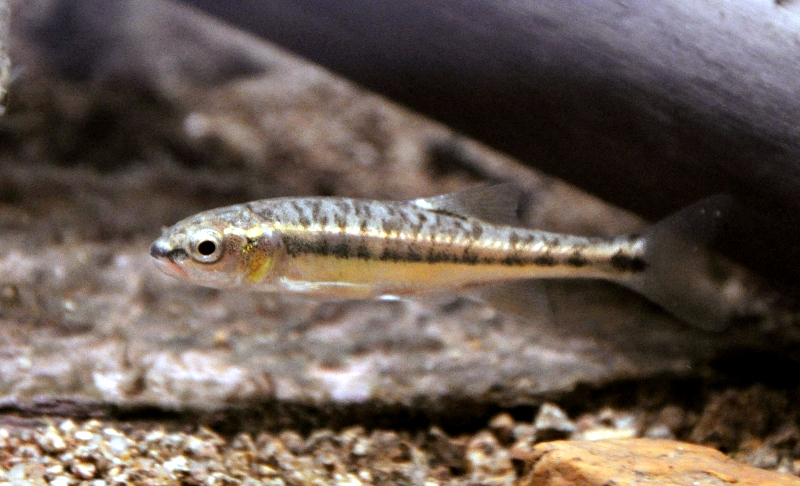
Barb roig (Phoxinus phoxinus)

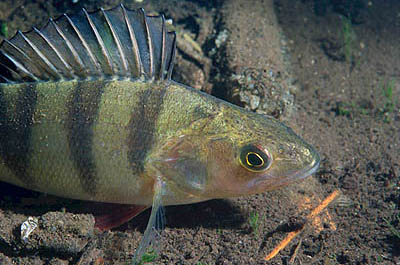
Perca de riu (Perca fluviatilis)

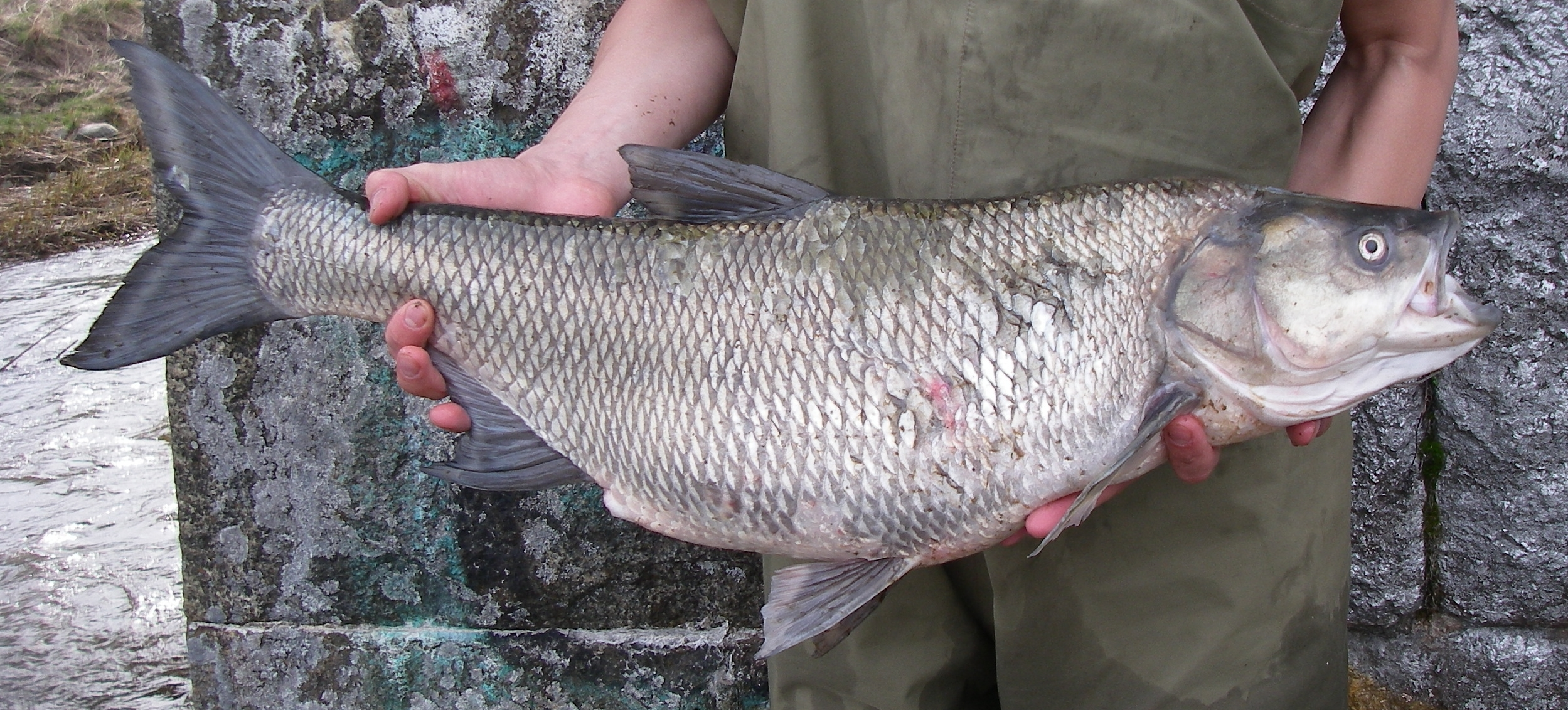
Aspius aspius

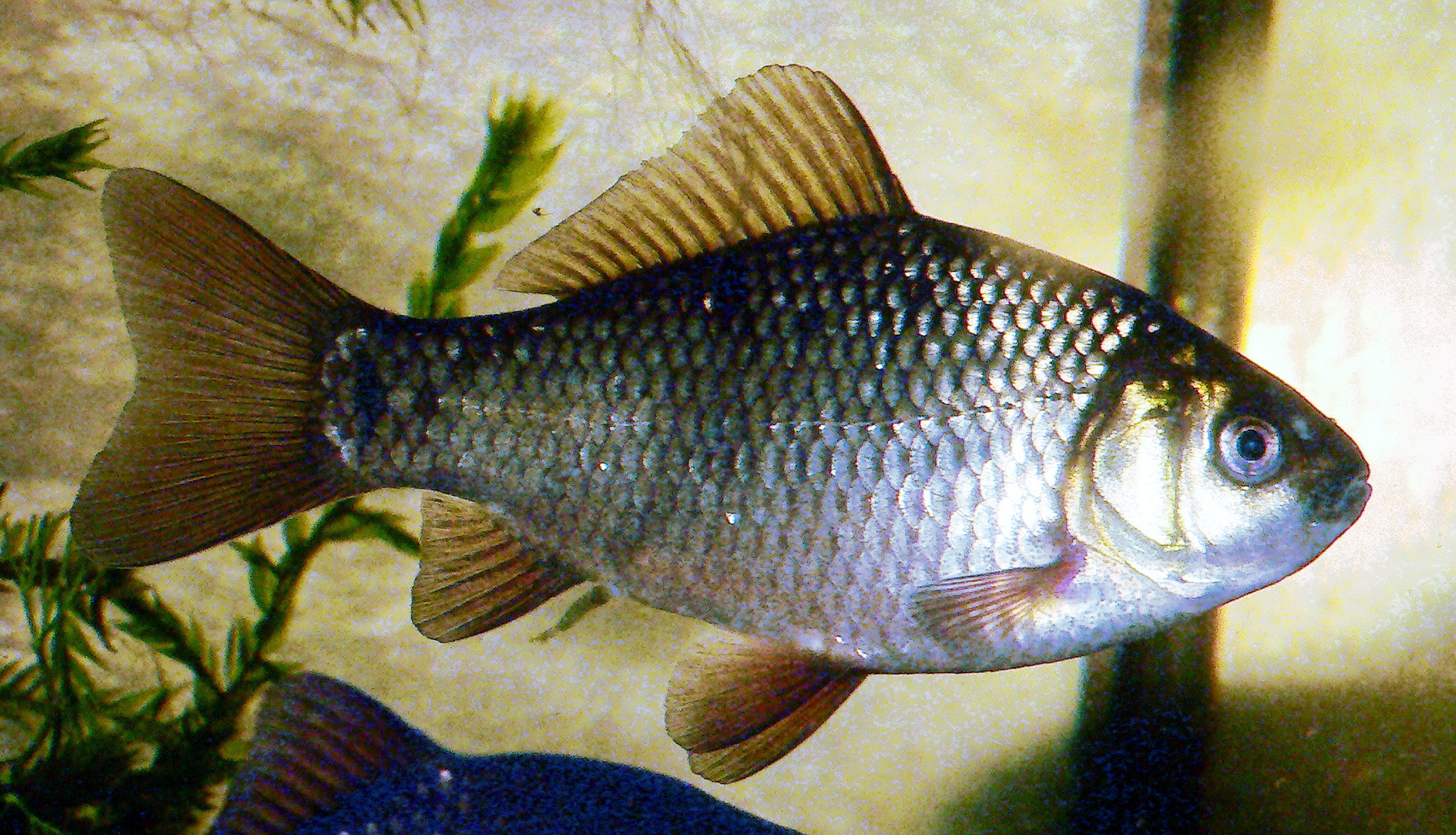
Carpí (Carassius carassius)

Aquesta llista de peixos de Liechtenstein -incompleta- inclou les 12 espècies de peixos que es poden trobar a Liechtenstein ordenades per l'ordre alfabètic de llur nom científic.

## A
- Alburnus alburnus
- Aspius aspius

## B
- Barbatula barbatula
- Barbus barbus
- Blicca bjoerkna

## C
- Carassius carassius
- Cobitis taenia
- Cyprinus carpio carpio

## O
- Oncorhynchus mykiss

## P
- Perca fluviatilis
- Phoxinus phoxinus

## S
- Scardinius erythrophthalmus[1]